# Korps Autos-Canons-Mitrailleuses

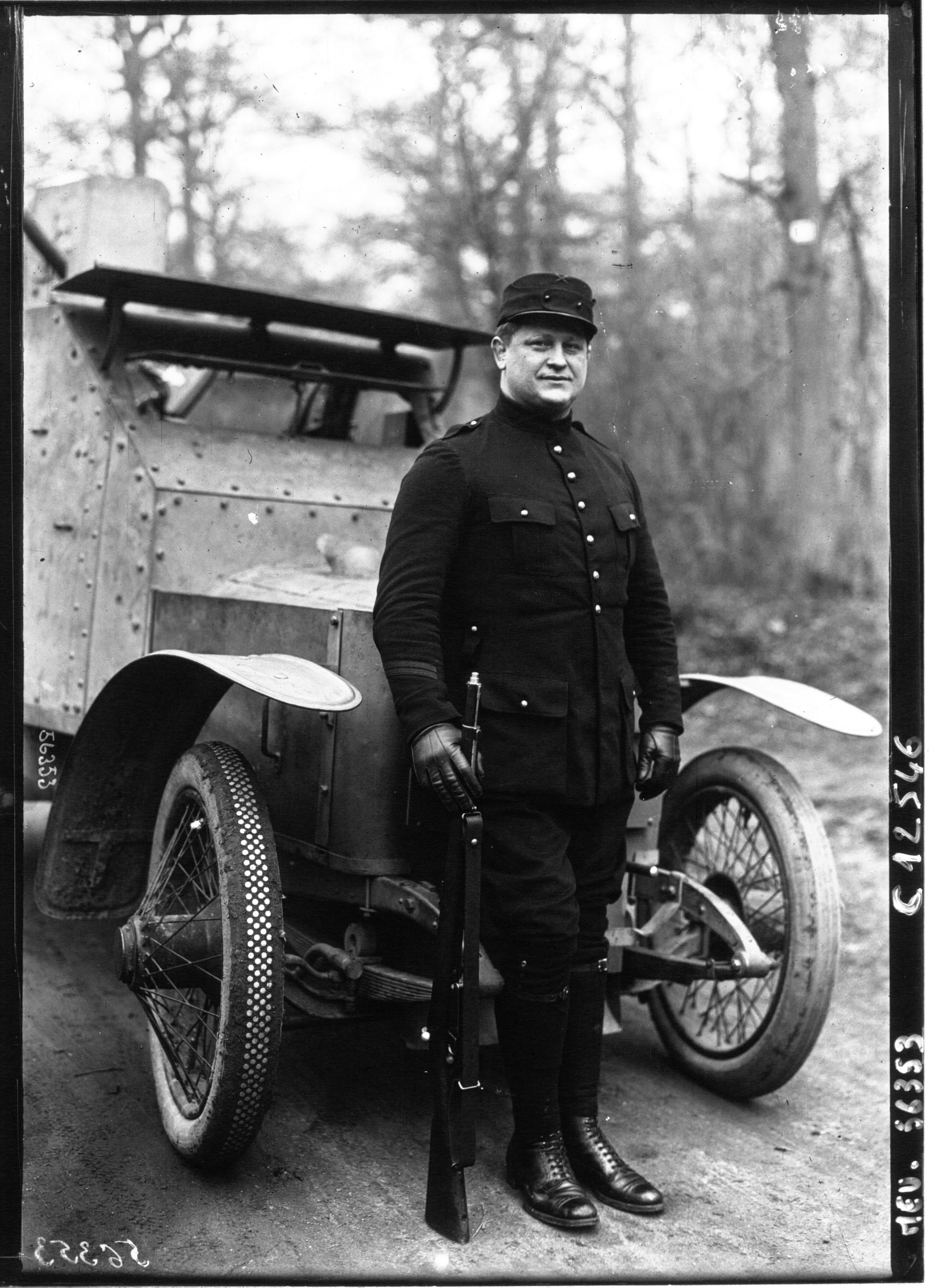
Soldaat van het Corps Expéditionnaire Belge des Autos-Canons-Mitrailleuses en Russie Constant le Marin

Het Korps Autos-Canons-Mitrailleuses (ACM) was een eenheid van het Belgische leger tijdens de Eerste Wereldoorlog. Het vocht met pantserwagens uitgerust met kanonnen en machinegeweren. In 1915 leende koning Albert I de eenheid uit aan tsaar Nicolaas II van Rusland voor inzet aan het oostfront.

## Antwerpen 1914
Het Belgisch Leger was het eerste om pantserwagens in te zetten als wapen. Tijdens het Beleg van Antwerpen (augustus - oktober 1914) werden verschillende auto's omgebouwd tot pantserwagens, de meeste door de Belgische autofabrikant Minerva in Antwerpen. Ze werden met stalen bepantsering bekleed en voorzien van een machinegeweer of kanon, sommigen zelfs van een draaiende geschutskoepel. Beter beschermd dan paarden, gebruikte men de wagens voor taken die voordien voor de cavalerie weggelegd waren: boodschappen tussen eenheden, verkenningspatrouilles en verrassingsaanvallen op vijandelijke linies en formaties (raids). De toenmalige Britse minister van Marine, Winston Churchill, gaf de Royal Navy opdracht een gelijkaardige eenheid te vormen toen hij over de ACM vernam in de pers.

## IJzer 1914
Na de val van Antwerpen trok Koning Albert het Belgisch Leger terug richting kust. Het werd door de Duitsers tijdens de Slag om de IJzer teruggedreven naar de linkeroever van de IJzer. Om de Duitse opmars te stoppen, werden de sluizen van Nieuwpoort bij hoog water geopend. Door deze inundatie kwam de westelijke IJzervlakte onder water te staan. Beide partijen groeven zich in. De bewegingsoorlog veranderde daardoor in een stellingenoorlog. In een door loopgraven en onder water gezette polders beheerst landschap is een mobiel wapen zoals pantserwagens van geen nut meer.

## Rusland 1915
De wagens waren officieel ondergebracht in het Korps Autos-Canons-Mitrailleuses (ACM). De Russische tsaar verzocht koning Albert om inzet van het ACM in Rusland. Op 22 september 1915 vertrok het korps (361 officieren, soldaten en materieel, waaronder schrijver Marcel Thiry en politicus Julien Lahaut) vanuit Brest met bestemming Archangelsk, waar de eenheid op 13 oktober 1915 arriveerde. Via de toenmalige Russische hoofdstad Petrograd ging het naar Galicië om daar te vechten tegen de legers van Oostenrijk-Hongarije en het Duitse Keizerrijk. Bij de vijand werden ze berucht vanwege de aanvallen op mitrailleursnesten.

## Rusland 1916
In de zomer van 1916 begon het Russisch leger een offensief waaraan het ACM deelnam. Bij de bezetting van het dorpje Ezerna viel de eerste dode van het ACM: Jacques de Becker-Remy, de zoon van de Leuvense senator Auguste de Becker-Remy. Aan de voet van de Karpaten lanceerden Duitsland en Oostenrijk-Hongarije een tegenaanval die werd afgeslagen. Een bekend lid van het ACM - de worstelaar Constant le Marin - reed zijn pantserwagen vast in de voorste linies en bepaalde zo het voorste punt van de Russische opmars.
|  |

## Revolutie 1917

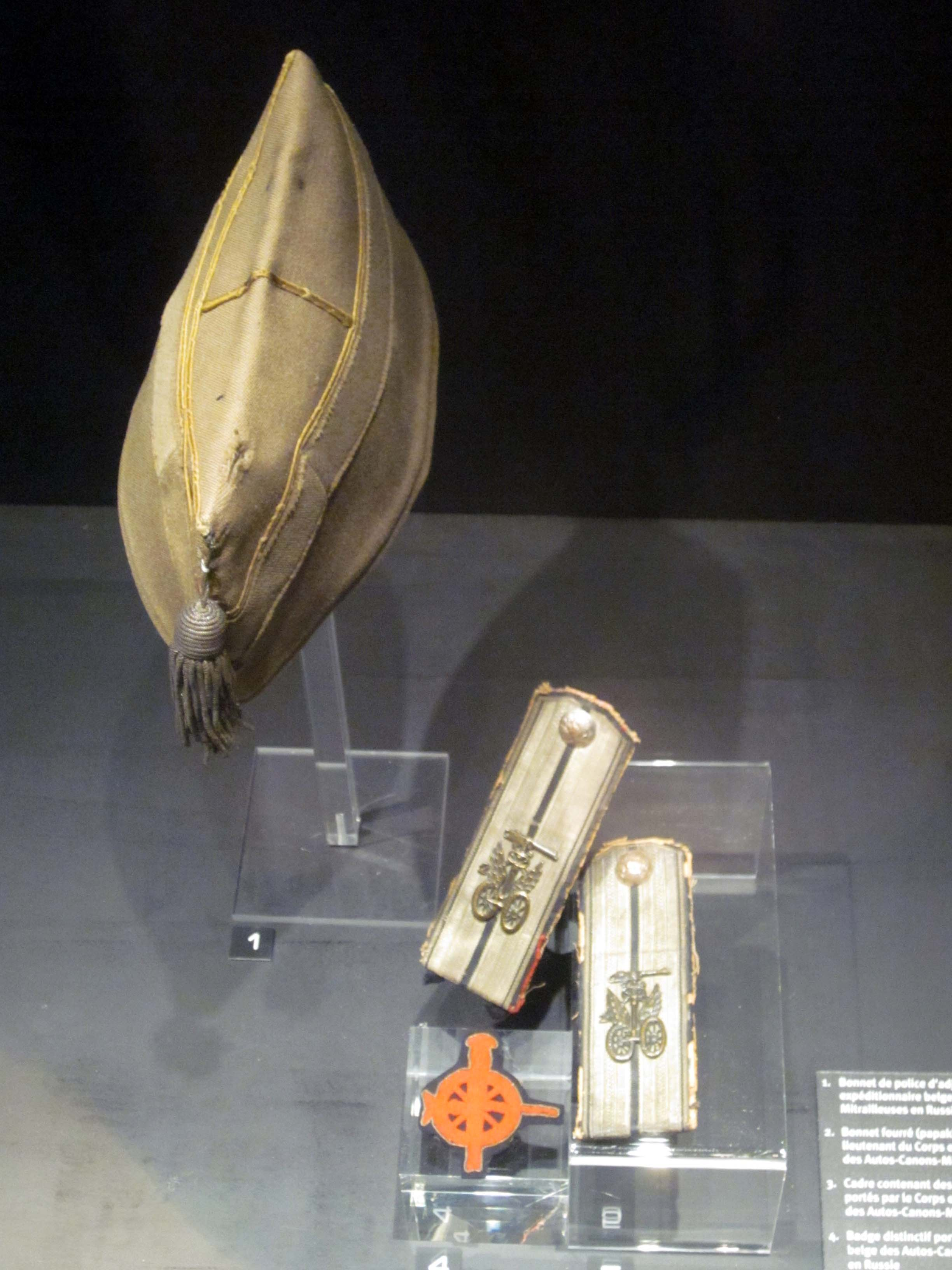
Delen uniform ACM

In februari brak in Petrograd de revolutie uit. De nieuwe regering van Rusland zette de oorlog met de Centrale mogendheden voort. Het ACM nam in juli 1917 deel aan het laatste Russische offensief. Dit offensief mislukt volkomen en er sneuvelen 600.000 Russen.
Na de Oktoberrevolutie van 1917, wanneer Lenins Bolsjewieken de macht grepen in Petrograd, kwam er bericht dat Koning Albert I besloten had dat  het ACM (het korps Autos-Canons-Mitrailleuses) terug naar huis moest komen.Hierna trok het korps naar Kiev, waar de Belgen terechtkwamen in straatgevechten tussen Oekraïens-gezinde troepen, die onafhankelijkheid willen voor hun land, en revolutionaire, pro-bolsjewistische arbeiders.
De ACM’ers zijn ingekwartierd in het historische Michailov-klooster in het oude stadscentrum en zorgden er voor de opvang van burgers uit Kiev op de vlucht voor het geweld.
Hun eigen voorraden vulden de Belgen aan door wodka, die ze in het klooster stookten, te gebruiken als ruilmiddel.

## De "Odyssee" naar huis
Begin februari 1918 viel Kiev in handen van milities van de Rode Garde die vanuit Sovjet-Rusland waren opgerukt. In het bezette Kiev waren de neutrale ACM-Belgen drie dagen lang getuige van rode terreur met plunderingen en massa-executies.
Uiteindelijk slaagde korpschef Roze onderhandelen met de bolsjewistische bezetters. Het ACM kreeg een trein voor de terugreis en moet zijn pantserwagens in Kiev achterlaten voor de bolsjewieken. Wel slaagden de Belgen er nog in de wagens te ontwapenen en te demonteren.
Eind februari 1918, wanneer de ACM-trein aankomt in Moskou, ontstaat er  onenigheid in de rangen van het korps. Een harde kern begon zich te verzetten tegen het voornemen van de ACM-staf in te schepen in het noordelijke Moermansk. De rebellen hebben zeer slechte herinneringen aan de heenreis via die route rond Scandinavië: door een dagenlange storm was zowat iedereen aan boord zeeziek en voortdurend dreigde het gevaar van Duitse mijnen en duikboten.
De rebellen eisen dat de lange route oostwaarts door Siberië naar Vladivostok, aan de Stille Oceaan,  werd gevolgd. Pas als bekend raakt dat de Russische bolsjewieken in Brest-Litovsk een vredesverdrag hebben gesloten met de oprukkende Duitsers, besluit korpschef Roze dat het beter is de onzekere noordelijke route te vermijden. Zo raakte de ACM-trein op de Trans-Siberische spoorlijn naar het Verre Oosten en de Stille Oceaan.
Onderweg naar het Verre Oosten verbaasden de Belgen zich over het witbrood dat er te koop is in Jekaterinenburg. Naar verluidt een echt mirakel in bolsjewistisch Rusland.
In Omsk in de grote Siberische vlakte achter de Oeral worden de Belgen tegengehouden. De Sovjet van Omsk wilde hun trein pas laten vertrekken als ze hun wapens en munitie afstonden.
Na hevig protest van de ACM-staf mochten de Belgen hun handwapens toch houden, maar alle officieren en manschappen moesten een document ondertekenen waarin ze op hun erewoord beloofden die wapens nooit te zullen opnemen tegen Sovjet-Rusland.
Na Irkoetsk en het Baikalmeer bereikte het korps de steppe van Transbaikalië. In de stad Tsjita doorzochten mannen van de lokale Rode garde de ACM-trein op zoek naar zware wapens. Dit liep goed af, de machinegeweren die de Belgen hebben verborgen in de trein worden niet gevonden.
Als ze al vertrokken zijn krijgen de Belgen van de bolsjewieken in Tsjita het bevel terug te keren. De zuidelijke route naar de Chinese grens zou zijn afgesloten door de tegenstanders van de bolsjewieken, de Witten onder leiding van krijgsheer Semjonov.
De Belgen negeren dit bevel en de ACM-trein rijdt verder tot hij in het laatste station voor de grens wordt gestopt door zwaarbewapende Roden. Na een nacht van verhitte discussies tussen ACM-Belgen en Roden werd een bloedige confrontatie vermeden. Een Chinese militaire trein kwam over de grens de Belgen oppikken voor de verdere tocht naar Mantsjoerije .
Hierna verbleven de ACM-Belgen enkele weken in noordelijk China, in Harbin. Japanse militairen controleerden op dat moment de stad vol vluchtelingen uit Sovjet-Rusland. Ondertussen werft Witte krijgsheer Semjonov er avonturiers om zijn legerbende aan de Russisch-Chinese grens te versterken. Enkele ACM-mannen besloten te deserteren en sloten zich bij Semjonov. Er is hen onder meer beloofd dat ze behalve op Roden en Joden gaan jagen op Siberische tijgers.
Eind april 1918 scheepte het ACM in Vladivostok in voor de overtocht  over de Stille Oceaan naar de Verenigde Staten.

## Brave Little Belgium
Na de Duitse inval en de daarmee gepaarde oorlogsmisdaden stond België wereldwijd bekend als 'Brave Little Belgium'. 
Diplomatiek overleg tussen de Belgische regering en de regering-Wilson in Washington zorgde ervoor dat het korps in de USA de oorlog tegen de "Duitse barbarij" ging propageren.
De ACM-Belgen zouden er paraderen als de helden van Koning Albert, het elitekorps dat rond de wereld is getrokken en zal blijven vechten als lichtend voorbeeld voor het machtige Amerika, dat midden 1918 massaal troepen naar Frankrijk zal sturen voor het eindoffensief tegen de gemeenschappelijke vijand. Die moesten het Amerikaanse publiek aanzetten oorlogsobligaties te kopen, de "Liberty bonds" waarmee de regering Wilson de oorlogsvoering financierde.
Op 12 mei 1918 kwam het ACM aan in San Francisco. Majoor Osterrieth, Belgisch militair attaché in de VS, was daar ter plekke om de Amerikaanse tour van het korps te organiseren. De ACM-Belgen hielden parades in verschillende Amerikaanse steden, majoor Osterrieth houdt anti-Duitse speeches, en het Committee on Public Information, de door Washington aangestuurde  lobby voor oorlogspropaganda, zorgt ervoor dat alles breed werd uitgesmeerd in de pers.
De ACM-Belgen verbleven één week in San Francisco. Na hun parade kregen ze een grote Belgische vlag overhandigd en die mee ging mee met de pullmantrein die hen oostwaarts voert. De tocht oostwaarts is een ware triomftocht met militaire optochten onder massale publieke belangstelling in Sacramento, Salt Lake City, Cheyenne, Omaha en Des Moines. In die laatste stad gaat Osterrieth in zijn toespraak furieus tekeer tegen ‘het beest van Berlijn, de Pruisische jakhals die zijn laatste aanvallen van razernij beleeft.’
De doortocht van de Belgen langs de Grote Meren was groot nieuws in de lokale pers. Na de ACM-parade in Chicago jubelde de Chicago Tribune dat de stad ‘een groep wereldwijd rondzwervende krijgers’ verwelkomt, ‘die de fabelachtige Odysseus doen verbleken tot een bedlegerige invaldide.’
In Detroit kregen de overwegend Franstalige ACM-Belgen het even moeilijk als in de Chamber of Commerce de Amerikaanse Vlamingen van het ontvangstcomité hen onthalen met naast de Brabançonne ook  De Vlaamse Leeuw...
New York was de eindbestemming van het ACM in de Verenigde Staten. Het korps verbleef er twee weken in afwachting van de overtocht naar Frankrijk. De Belgen beleefden er nog een laatste triomf tijdens hun korte parade in Manhattan.
In uniform en met het geweer marcheren ze op Fifth Avenue achter hun eigen fanfare. Die was echter aangevuld met forse muzikanten van een Amerikaanse militaire band die voor de gelegenheid veel te krappe Belgische unifomen hebben aangetrokken.
Waarop The New York Times onder de kop ‘Stad Eert Belgische Veteranen’ droogweg bericht dat de dappere Belgen in hun kaki uniformen minder vreemd leken dan andere geallieerden en makkelijk konden doorgaan voor Amerikaanse troepen...

## Terug naar huis
Op 15 juni gaat het korps uiteindelijk scheep voor de overtocht naar Bordeaux. De Belgen krijgen nog een triomfantelijke ontvangst, ze houden hun laatste parade en een maand later, op 15 juli 1918, wordt het ACM definitief ontbonden.

## Cijfers
In totaal dienden 444 Belgen en 33 Russen bij het ACM. 16 Belgen sneuvelden in Rusland. Ze beschikten over 58 motorvoertuigen, waaronder 12 pantserwagens, 23 motorfietsen en 120 fietsen.

## Bekende soldaten
- Julien Lahaut: communistische politicus
- Marcel Thiry: schrijver en Waalse militant
- Oscar thiry: Marcel's oudere broer, Redacteur bij "Le Journal de Liège" en directeur van "La Gazette Belge de Paris"
- Henri Herd: professionele worstelaar